# Municipio E (Montevideo)
El Municipio E es uno de los ocho municipios en los que se encuentra administrativamente dividido el departamento de Montevideo, en Uruguay. Tiene su sede en la Avenida Bolivia, junto al estadio Charrúa de la ciudad de Montevideo.

## Historia
El municipio fue creado como "Municipio 4" a través del Decreto departamental N.º 33209 del 17 de diciembre de 2009, en cumplimiento de los artículos 262, 287 y la disposición transitoria Y de la Constitución de la República y la Ley N.º 18567 de descentralización política y participación ciudadana. A este municipio se le adjudicaron los siguientes distritos electorales: BCA, BCB, BCC, BCD, BCE, BCF y BCG del departamento de Montevideo. Forman parte de él los Centros Comunales Zonales (CCZ) 6, 7 y 8. Su creación fue ratificada a través de la Ley N.º 18653 del 15 de marzo de 2010 por el Poder Legislativo.

## Ubicación, territorio y límites

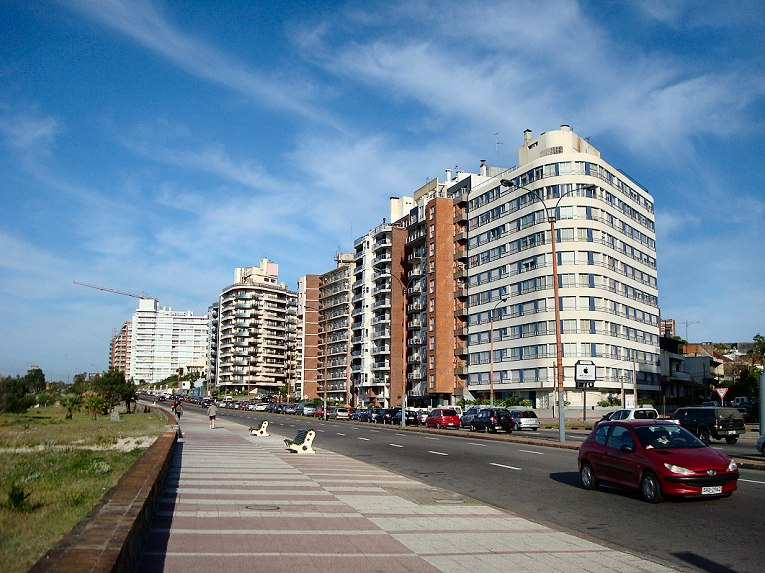
Vista de la Rambla en el barrio Malvín, municipio E.

El municipio E comprende la zona urbana sureste de la ciudad de Montevideo.
Sus límites territoriales fueron determinados por el decreto N° 33209, siendo estas las calles: Bulevar José Batlle y Ordóñez, Avenida Italia, Avenida Luis Alberto de Herrera, Avenida 8 de Octubre, Pan de Azúcar, Camino Carrasco, el arroyo Carrasco y el Río de la Plata.
Quedan comprendidos dentro de sus límites los siguientes barrios:
| - Unión - Malvín Norte - Malvín Nuevo - Las Canteras - Carrasco Norte | - Carrasco - Punta Gorda - Malvín - Buceo - La Blanqueada |

## Autoridades
La autoridad del municipio es el Concejo Municipal, compuesto por el Alcalde y cuatro Concejales.
| Nº | Alcalde                    | Partido                    | Inicio del mandato      | Fin del mandato         | Observaciones                                           |
| -- | -------------------------- | -------------------------- | ----------------------- | ----------------------- | ------------------------------------------------------- |
| 1  | Susana Camarán             | Frente Amplio              | 9 de julio de 2010      | julio de 2015           | Alcaldesa elegida                                       |
| 2  | Francisco Platero          | Partido de la Concertación | julio de 2015           | 31 de diciembre de 2017 | Alcalde elegido                                         |
| 3  | Agustin Lescano            | Partido de la Concertación | 1 de enero de 2018      | 26 de noviembre de 2020 | Alcalde                                                 |
| 4  | María Mercedes Ruiz Barbot | Partido Independiente      | 27 de noviembre de 2020 | 2025                    | Alcaldesa elegida (2025 - 2030) Alcaldesa Mercedes Ruiz |

Concejales según período:
| Período   | Concejales                                                                                               |
| --------- | --- |
| 2010-2015 | Miguel Curto (FA), María Elena Godoy (FA), Nicolás Martinelli (PN) y Marcelo Caporale (PC)               |
| 2015-2020 | Diego Murara (Concertación), Martha Gutiérrez (Concertación), Eduardo Gravina (FA) y Susana Camarán (FA) |
| 2020-2025 | Ignacio Ubilla (PI), Francisco Berchesi (PI), Diana Spatakis (FA), Eduardo Correa (FA)                   |